# Rytigynia bridsoniae
Rytigynia bridsoniae är en måreväxtart som beskrevs av Bernard Verdcourt. Rytigynia bridsoniae ingår i släktet Rytigynia och familjen måreväxter.

## Underarter
Arten delas in i följande underarter:
- R. b. bridsoniae
- R. b. kahuzica